# Sesquiterpenlactone

Grundstruktur einiger Sesquiterpenlacton-Klassen:
A: Germacranolide, B: Heliangolide, C+D: Guaianolide,
E: Pseudoguaianolide, F: Hypocretenolide, G: Eudesmanolide

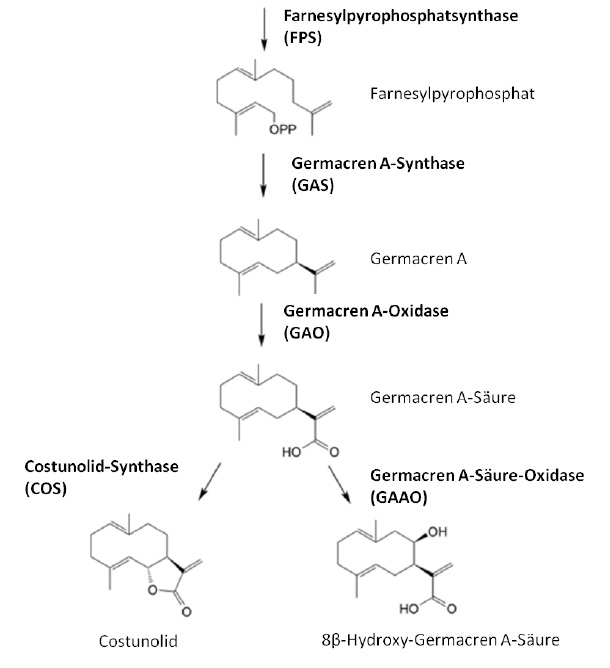
Biosynthese von Costunolid und 8β-Hydroxy-Germacren A Säure. Dargestellt sind die katalytischen Enzyme (fett gedruckt) und ihre Produkte. Nicht gezeigt sind die Zwischenprodukte der dreistufigen Oxidation durch GAO.

Sesquiterpenlactone sind natürlich vorkommende Terpenderivate, genauer gesagt Sesquiterpenderivate, die eine Lacton-Funktion aufweisen, an der sie häufig eine exocyclische Vinylidengruppe besitzen. Es sind fast 5000 Vertreter dieser Stoffgruppe bekannt, die sich als Sekundärmetaboliten in vielen Pflanzen, vor allem in Vertretern der Familie der Korbblütler (Asteraceae), finden lassen. Sie können unter anderem als taxonomisches Merkmal für Asteraceae verwendet werden. Sesquiterpenlactone spielen eine wichtige Rolle in der Abwehr von Fraßfeinden der Pflanzen, sie wirken hormonartig und sind als bioaktive Substanzen von medizinischem Interesse.

## Vorkommen und Vertreter
Sesquiterpenlactone unterliegen einer Klassifizierung aufgrund der Anordnung ihres Kohlenstoffgrundgerüstes. So gibt es z. B. die Klasse der Xanthanolide, zu der unter anderem Tomentosin und 8-Epixanthatin gehören, die Klasse der Guaianolide, vertreten z. B. durch Dehydrocostuslacton, und die Klasse der Germacranolide mit Costunolid als Exempel. Weiterhin gibt es die Klassen der Heliangolide, Pseudoguaianolide, Hypocretenolide und Eudesmanolide.
In der Gattung Artemisia kommen verschiedene bioaktive Sesquiterpenlactone vor, darunter das Artemisinin, das Medikament gegen Malaria verwendet wird. In der Gattung Lattich kommen verschiedene bitter schmeckende Sesquiterpenlactone vor. Dazu gehören Lactucin und Lactucopicrin, die unter anderem in Eisbergsalat enthalten sind.
Sesquiterpenlactone wurden nicht nur in Asteraceae, sondern auch in anderen Pflanzenfamilien entdeckt. So z. B. in Apiaceae, Cupressaceae, Magnoliaceae und sogar in Pilzen.

## Aufbau und Biosynthese
Der grundlegende Aufbau von Terpenen besteht aus Isopren-Einheiten. Das sind C5-Körper (also mit fünf Kohlenstoff-Atomen), deren Anzahl und Anordnung je nach Terpentyp variiert. Sesquiterpene bestehen aus drei Isopren-Einheiten und besitzen demnach ein C15-Grundgerüst. Man nimmt an, dass der Biosyntheseweg über den cytosolischen Mevalonatweg verläuft und Farnesylpyrophosphat eine Sesquiterpen-Vorstufe darstellt. Dabei werden zunächst drei Acetyl-CoA-Moleküle in mehreren Schritten zu Mevalonsäure zusammengefügt. Durch Pyrophosphorylierung, Decarboxylierung und Dehydratation entsteht Isopentenylpyrophosphat. Ausgehend von Isopentenylpyrophosphat und seinem Isomer Dimethylallylpyrophosphat wird dann in mehreren Schritten Farnesylpyrophosphat synthetisiert. Die Biosynthese des einfachsten Sesquiterpenlactons Costunolid erfordert weitere enzymatisch katalysierte Schritte. Zunächst katalysiert das Enzym Germacren A-Synthase (GAS) die Bildung von Germacren A aus Farnesylpyrophosphat. Dann folgt eine dreistufige Oxidation, katalysiert von der Germacren A-Oxidase (GAO), wodurch Germacren A-Säure entsteht. Als Zwischenprodukt entsteht dabei zunächst Germacren A-Alkohol, der dann über das Germacren A-Aldehyd zu Germacren A-Säure oxidiert wird. Die Germacren A-Säure-Oxidase (GAAO) katalysiert daraufhin die Hydroxylierung am C8-Atom der Germacren A-Säure, sodass als Produkt 8β-Hydroxy-Germacren A-Säure gebildet wird. Mithilfe der Costunolid-Synthase (COS) kann aus der Germacren A-Säure 6α-Hydroxy-Germacren A-Säure synthetisiert werden. Die Hydroxylierung am C6-Atom der Germacren A-Säure kann dabei zur spontanen Ausbildung des für Sesquiterpenlactone charakteristischen γ-Lactonringes führen. Während es sich bei GAO, GAAO und COS um P450-Monooxygenasen handelt, gehört GAS zu den Terpensynthasen. Costunolid dient als Grundgerüst für die Biosynthese weiterer Sesquiterpenlactone.

## Funktionen
Die exocyclische Methylengruppe am γ-Lactonring der Sesquiterpenlactone führt durch ihre hohe elektrophile Reaktivität zu einer starken biologischen Aktivität der Verbindungen. Aufgrund dessen kommt es unter anderem zu Reaktionen mit Thiolgruppen, so z. B. der Thiolgruppe der Aminosäure Cystein, was einen Einfluss der Verbindungen auf Proteine ermöglicht. Das Funktions- und Wirkungsspektrum der Sesquiterpenlactone ist sehr breit. Sie besitzen z. B. antimykotische, antibakterielle, zytotoxische, antitumorale, antiinflammatorische und allelopathische Eigenschaften. Auch für Säugetiere wie den Menschen können diese Substanzen toxisch sein, da sie zu Kontaktdermatitis führen können. Für Pflanzen fungieren sie vor allem als Abwehrstoffe gegen Herbivore und Mikroorganismen. Diese Funktion wird einerseits durch ihren bitteren Geschmack und andererseits durch die Zytotoxizität, z. B. durch Eingriffe in den Stoffwechsel der Pathogene, erfüllt. Zur Abwehrzwecken werden sie in spezialisierten Zellen, den köpfchentragenden Drüsenhaaren, auf den Oberflächen der Pflanzen gebildet und in Kutikularblasen sezerniert.

## Sesquiterpenlactone als Pflanzenhormone
Neben der Verteidigung der Pflanzen gegen Pathogene und Herbivore haben Sesquiterpenlactone offensichtlich auch hormonelle Wirkungen. Die vier Sesquiterpenlactone Tomentosin, 8-Epixanthatin, Dehydrocostuslacton und Costunolid wurden innerhalb der Pflanzengewebe nachgewiesen. Sie kommen nicht in den Trichomen auf der Pflanzenoberfläche vor und sind um ein Vielfaches geringer konzentriert als die in den Trichomen lokalisierten Verbindungen. Innerhalb der Pflanzengewebe wird eine physiologische Funktion der Sesquiterpenlactone als Inhibitoren des Auxin-abhängigen Streckungswachstums angenommen. Gestützt wird diese These durch Versuche, bei denen gezeigt wurde, dass während einer einseitigen Belichtung von Sonnenblumen Hypokotylen keine differenzierte Verteilung von Auxin stattfindet. Daraus wurde geschlossen, dass Auxininhibitoren auf der belichteten Seite für die Krümmungsreaktion der Pflanzen verantwortlich sein müssten. Zudem wurde eine abwärts gerichtete Diffusionsrichtung der Verbindungen nachgewiesen. Daher kann nicht ausgeschlossen werden, dass Sesquiterpenlactone, aufgrund ihrer Eigenschaft an Thiolgruppen binden zu können, mit Proteinen der AUXIN RESISTANT1- und/oder der PIN-Familie interagieren können, und so den polaren Auxin-Transport beeinflussen könnten, der treibende Kraft hinter Phototropismus und Gravitropismus ist. Die Hemmung des abwärts gerichteten Auxintransports wurde experimentell durch Applikation von Dehydrocostuslacton an Hypokotylen von Raphanus gezeigt. Die erwähnten Proteine sind wesentlich am polaren Auxin Transport der Zellen beteiligt und spielen damit auch eine große Rolle im lichtinduzierten Auxin-abhängigen Streckungswachstum. Bei Versuchen wurden zudem erstmals Thiolgruppen-Addukte der Sesquiterpenlactone in den Pflanzengeweben nachgewiesen und daraufhin ein bisher ungeklärter Inaktivierungsmechanismus für die mutmaßlichen Auxininhibitoren postuliert. Die Bindung von Thiolgruppen könnte demnach auch Teil der Negativ-Regulation der Verbindungen sein. Sesquiterpenlactone werden in sehr geringen Konzentrationen auch in die Rhizosphäre exsudiert, was die Annahme des abwärts gerichteten Transports stützt. Zudem konnte nachgewiesen werden, dass geringste Konzentrationen (im nano- milimolaren Bereich) von Dehydrocostuslacton im Boden in der Lage sind, die Keimung der parasitischen Sommerwurz Samen (Orobanche cumana) zu stimulieren. Wenige Jahre später wurden auch Tomentosin, Costunolid und 8-Epixanthatin in Wurzelexsudaten als Keimungsstimulatoren für die Samen von Orobanche cumana identifiziert.

## Möglicher Nutzen im Agrarsektor
Ein möglicher kommerzieller Einsatz von Sesquiterpenlactonen im Agrarsektor wird diskutiert. Dort könnten sie zum Schutz von Nutzpflanzen vor parasitischen Sommerwurzgewächsen (wie Orobanche-, Striga- und Phelipanche-Arten) dienen. Betroffen von diesen parasitischen Blütenpflanzen sind in erster Linie Sonnenblumen, Tomaten, Linsen, Raps, Ackerbohnen und Melonen, bei denen ein Befall zu großen Ernteausfällen führen kann. Die Sommerwurzen produzieren winzige Samen (200–400 µm), die jahrelang im Boden überdauern können. Das Auskeimen dieser Samen wird durch chemische Signalstoffe der Wirtspflanzen induziert. Diese chemischen Signalstoffe sind beispielsweise Strigolactone oder Sesquiterpenlactone. Nach der Keimung des Samens muss die Keimwurzel binnen kurzer Zeit eine geeignete Wirtswurzel finden, um dort ein Haustorium zu etablieren und die Parasitose zu beginnen. Man könnte der Theorie nach einen brachliegenden, befallenen Bereich mit einer definierten Konzentration von bestimmten Sesquiterpenlactonen behandeln, um die Keimung der im Boden ruhenden Sommerwurz-Samen zu induzieren. Wenn die Keimwurzel nicht binnen kurzer Zeit eine geeignete Wirtspflanzen-Wurzel erreicht, stirbt der Keimling ab.

## Medizinischer Nutzen

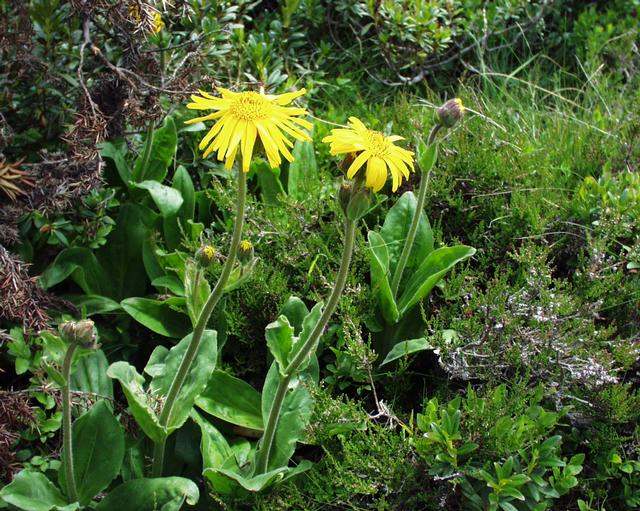
Arnika (Arnica montana)

Einige Vertreter der Sesquiterpenlactone sind von pharmakologischem Interesse, da ihnen antitumorale, migräne- und entzündungshemmende sowie antimikrobielle Eigenschaften zugeschrieben werden und sie toxisch für einige wichtige humanpathogene Erreger wie z. B. Trypanosomen sind. Viele der Wirkungen dieser Substanzen macht man sich in der traditionellen Medizin bereits seit Jahrhunderten zu Nutze. So ist etwa die entzündungshemmende Wirkung der Arnica montana, die in Europa seit dem Mittelalter als Heilpflanze bekannt ist, auf Sesquiterpenlactone zurückzuführen. Ebenso die Wirkungen der Mikania micrantha, die in Mittel- und Südamerika beheimatet ist, und der Saussurea lappa, der in Asien vorkommt. Der entzündungshemmende Effekt der Sesquiterpenlactone ist auf eine Hemmung von Transkriptionsfaktoren wie z. B. NF-κB und AP-1 zurückzuführen. NF-κB ist ein Schlüssel-Regulator der zellulären Entzündungs- und Immunantwort. Anhand des Sesquiterpenlactons Parthenolid konnte gezeigt werden, dass durch diese Verbindungen ein wichtiger Schritt in der Aktivierung des Transkriptionsfaktors gehemmt wird. Zusätzlich verhindert Pathenolid die Aktivierung der DNA-Bindung von NF-κB.